# 達氏松鼠
達氏松鼠（Sciurus deppei），又名德氏松鼠，是一種松鼠。牠們分佈在伯利茲、哥斯達黎加、薩爾瓦多、瓜地馬拉、洪都拉斯、墨西哥及尼加拉瓜。